# Orde van Sint-Karel (Mexico)

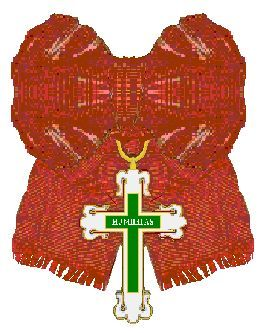
Lint van een Dame in de orde

De Orde van Sint-Karel, (Spaans: Orden de San Carlos), werd op 10 april 1865 door de Mexicaanse keizer Maximiliaan ingesteld als een damesorde.
De orde werd door de in België geboren keizerin Charlotte, 24 Mexicaanse dames-grootkruis en een onbeperkt aantal Mexicaanse dames in de orde gedragen. Het aantal buitenlandse dames in de twee graden was onbeperkt.
De keizerin was katholiek en zij koesterde een bijzondere devotie voor de heilige Carolus Borromeüs. De orde maakte het motto van deze heilige, "HUMILITAS" tot het zijne.
De orde is qua vorm en organisatie verwant aan twee van de grote Europese damesorden. De Orde van het Sterrenkruis van de Habsburgers en de Orde van Maria-Luisa van de Spaanse Bourbons. Keizerin Charlotte was een dame in beide orden.
Het lint van de orde was karmijnrood en het werd door de grootkruisen aan een smal grootlint over de rechterschouder gedragen zodat het kleinood op de linkerheup rustte. Aan deze orde was geen ster of keten verbonden. Het grootkruis mocht alleen door prinsessen uit regerende huizen worden gedragen.

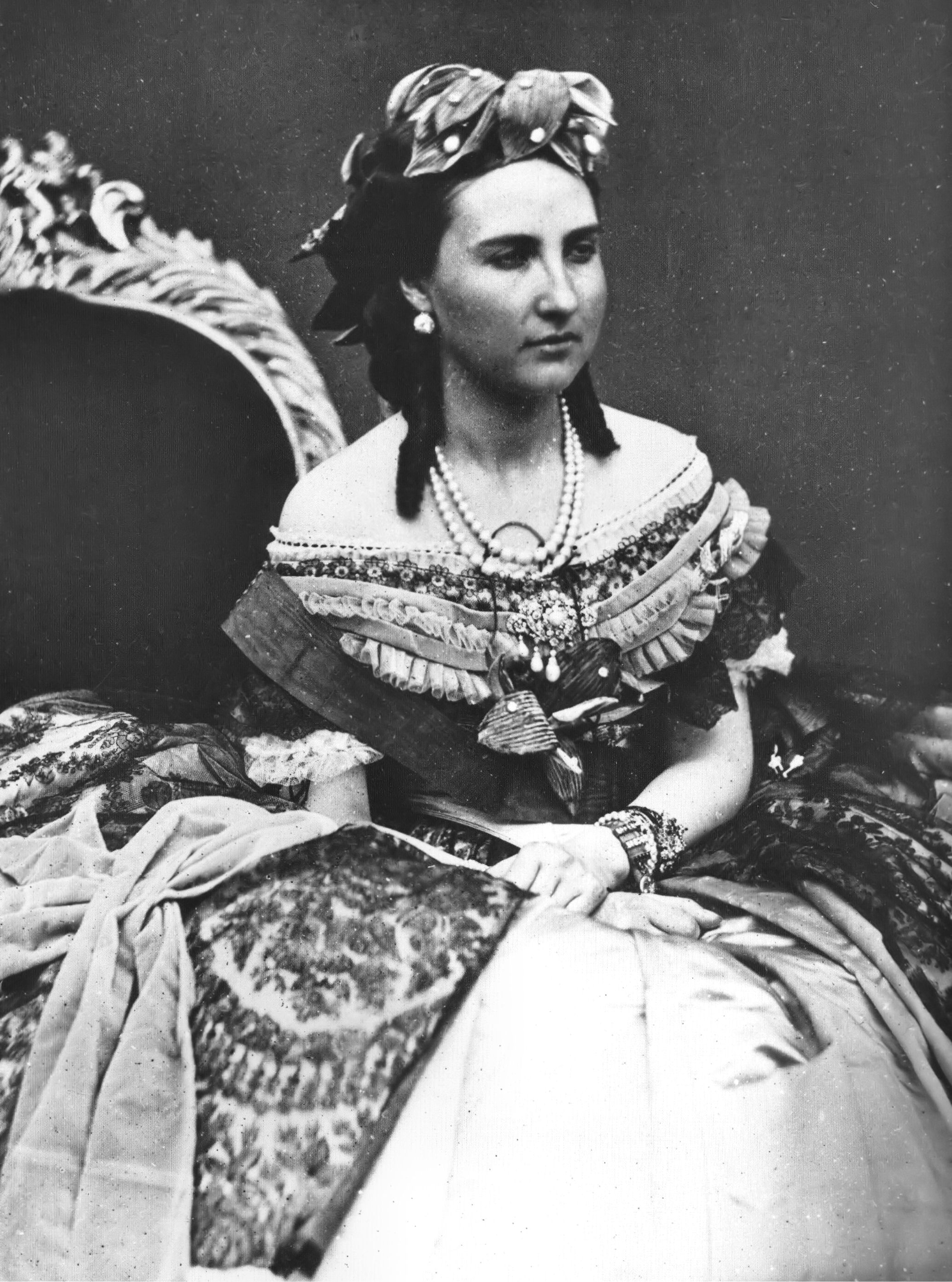
Keizerin Charlotte met het grootkruis

De Dames droegen een kleiner kruis aan een strik op de linkerschouder.
Men plooide het lint in de 19e eeuw, toen de mode voorschreef dat dames aan het hof gedecolleteerd verschenen, zo dat het geplooide lint de blote schouder niet raakte maar laag op de overgang tussen schouder en bovenarm werd vastgenaaid.
De keizer en keizerin verleenden de orde op de sterfdag van de heilige, 4 november, en op de verjaardag van de keizerin op 7 juni. Het besluit om de orde te verlenen werd gezamenlijk genomen.
Het witgeëmailleerde gouden Latijns kruis met lelievormige uiteinden droeg op de voorzijde een groen geëmailleerd Latijns kruis met daarop het motto "HUMILITAS" op de verticale arm in zilveren Gotische letters.
De orde na de val van het keizerrijk
Keizer Maximilaan had geen kinderen en er kon geen sprake zijn van vererving binnen het aartshuis Oostenrijk. Daarom werd de kleinzoon van de eerste Mexicaanse keizer Agustín de Iturbide Agustín de Iturbide y Green in 1865 geadopteerd en tot troonopvolger benoemd. Maar voor Iturbide jr. kon aantreden was de monarchie alweer afgeschaft.
De vierjarige die als Zijne Hoogheid Prins Agustín, Prins van Iturbide formeel de vierde grootmeester van de Orde van Onze Lieve Vrouwe van Guadalupe was geworden heeft in 1881 afstand gedaan van al zijn rechten. Hij stierf in 1925. Charlotte van België, voormalig keizerin van Mexico, stierf zevenentachtig jaar oud op 27 januari 1927, waarschijnlijk als laatste dame van haar orde, op Kasteel Boechout te Meise.